# Maue
Maue – miasto w Angoli, w prowincji Cuando-Cubango.